# 於顯
顯（？—1387年），長樂人，明初功臣、英山侯。

## 生平
於顯喜歡讀書且善騎射，生性豁達。洪武三年任廣洋衛指揮使，六年陞大都督僉事改前軍都督僉事。洪武二十年（1387）十二月去世。卒後封英山侯，諡號“襄武”。
其子宁夏卫指挥於琥與胡惟庸部下封绩交好，胡惟庸案爆发后，於琥以及朱元璋第八子朱梓被卷入。